# Pseuderiopus spotha
Pseuderiopus spotha är en fjärilsart som beskrevs av Swinhoe 1900. Pseuderiopus spotha ingår i släktet Pseuderiopus och familjen nattflyn. Inga underarter finns listade i Catalogue of Life.